# HK Wizebsk
Der HK Wizebsk (russisch ХК Витебск) ist ein belarussischer Eishockeyklub aus Wizebsk, der in der belarussischen Extraliga spielt. Der Klub wurde 1959 gegründet und trägt seine Heimspiele im Eissportpalast Wizebsk aus, der 1.900 Zuschauern Platz bietet.

## Geschichte
Der HK Wizebsk wurde 1959 gegründet. Das Team nahm erstmals in der Saison 1994/95 am Spielbetrieb der belarussischen Extraliga teil, in der es in der Folgezeit regelmäßig antrat. Von 2001 bis 2004 nahm die Mannschaft zudem an der East European Hockey League teil.

## Bekannte Spieler
- Iwan Anatoljewitsch Chlynzew
- Uladsimir Dsjanissau
- Andrej Kaszizyn
- Maksim Maljuzin
- Aljaksandr Schydkich